# Cyrtocarpa caatingae
Cyrtocarpa caatingae är en sumakväxtart som beskrevs av J.D. Mitchell & D.C. Daly. Cyrtocarpa caatingae ingår i släktet Cyrtocarpa och familjen sumakväxter. Inga underarter finns listade i Catalogue of Life.